# Semiluki
Semiluki (ruso: Семилу́ки) es una ciudad rusa, capital del raión homónimo en la óblast de Vorónezh.
En 2021, la ciudad tenía una población de 27 938 habitantes. En su territorio no hay pedanías.
Se ubica en la periferia occidental de Vorónezh, separada de la capital regional por el río Don.

## Historia
La ciudad recibe su topónimo del vecino pueblo homónimo, cuya existencia se conoce desde época medieval. La actual ciudad surgió como poblado ferroviario de dicho pueblo en 1894, cuando se construyó aquí una estación de ferrocarril en la línea de Vorónezh a Kursk, si bien en sus primeras décadas no fue una localidad organizada. La Unión Soviética fundó formalmente la localidad en 1932, cuando agrupó como asentamiento de tipo urbano varias fábricas de materiales de construcción en torno a las instalaciones ferroviarias; ese mismo año se trasladó a este asentamiento la capital del raión, que hasta entonces estaba en el vecino pueblo de Yendovishche. En las décadas posteriores, Semiluki creció notablemente como área periférica de Vorónezh, y en 1954 adoptó el estatus de ciudad.